# Завоју (Дамбовица)
Завоју (рум. Zăvoiu) насеље је у Румунији у округу Дамбовица у општини Могошани. Oпштина се налази на надморској висини од 170 m.

## Становништво
Према подацима из 2002. године у насељу је живело 988 становника, од којих су сви румунске националности.